# کردیجان

کردیجان، روستایی از توابع بخش مرکزی شهرستان آشتیان در استان مرکزی ایران است. نام قدیمی کردیجان، گردجان، کردجان و گردجهان بوده که به دلایلی نامعلوم به کردیجان تغییر می‌کند. البته مردم به کردیجان، کاردیان هم می‌گویند که اسمی غیررسمی محسوب می‌شود. کردیجان بزرگ‌ترین روستای شهرستان آشتیان و یکی از بزرگ‌ترین روستاهای منطقه تفرش، آشتیان و فراهان می‌باشد. در معنای کاردیان و وجه تسمیه کاردیان یا کردیجان زبان شناسان به موارد جالبی اشاره می‌کنند: یکی از معانی این است: کاردیان به محلی گفته می‌شود که افراد قلعه بان و دژبان با استفاده از کارد و خنجرهایی که داشتند به دفاع و نگهبانی و مراقبت مشغول بوده‌اند، این معانی می‌تواند بسیار تاریخی و با قدمت بسیار زیادی باشد، بر سر درِ حمام قدیمی روستای کردیجان بر روی کاشی نام روستا گِرد جهان یا گِردجان قید شده است، به نظر می‌رسد این نوشته گُردجهان بوده و به معنای پهلوان و شجاع است واین معنا به نظر صحیح تر است، چرا که" گِردجهان" یک ترکیب کلی است. اگر منظور این باشد که مردمان روستای کردیجان در گذشته‌های بسیار دور، پس از صحرا گردی و چادرنشینی در این محل ساکن شده و به همین علت با عنوان" گِرد جهان " نامگذاری شده است، می‌توان گفت که این وجه تسمیه برای نامیدن این مکان صحیح نیست، چون بیشتر یا تمام ایل‌ها وطایفه‌های کوچ رو و چادرنشین‌ها، مسافت‌های زیادی را طی کرده و بعد از تحمل سختی‌های طبیعت، بالاخره زندگی یکجانشینی و توسعه کشاورزی را پیشه کرده و زمینهٔ پیشرفت‌های دیگر را در زندگی خود فراهم کرده‌اند، اگر کُردیجان قدیم یعنی گِرد جهان به این معنا و با همین مناسبت نامگذاری شده باشد، باید نام تمام گروه‌های انسانی را که مدت طولانی در حرکت و کوچ بوده‌اند، گِرد جهان نامید. پس گُردجهان به معنای پهلوان جهان صحیح تر به نظر می‌رسد. با عنایت به زبان خلجی وقدمت این زبان و این موضوع که ایل خلج در جنگ خوارزمشاهیان علیه مغول‌ها شرکت داشته و در راه دفاع از کشورشان رشادت‌های زیادی نشان داده‌اند و در سلسله‌های حکومتی (دوره اسلامی)، به عنوان نظامیان و پاسداران و قلعه بانان شجاع تعریف شده و سپس به افراد کارآزموده نظامی تبدیل شده‌اند، لذا واژه " گُرد جهان" از دژبانی و قلعه بانی گرفته شده است.

## جغرافیا و آب و هوا
کردیجان در منطقه ای نسبتاً سردسیر و بادخیز قرار دارد. در زمستانها هوای سرد و کوهستانی و در تابستانها هوای خنک و مطبوعی دارد. فاصله روستای کردیجان تا مرکزشهرستان (شهرآشتیان) ۱۲کیلومتر، مرکزاستان (شهراراک) ۸۶کیلومتر، تا شهر قم ۹۵ کیلومتر و تا پایتخت کشور ۲۲۰ کیلومتر می‌باشد. ارتفاع روستای کردیجان از سطح دریا ۱۹۴۰ متر می‌باشد. همسایگان منطقه ای کردیجان روستاهای خوراک آباد، سیاوشان، هزارآباد، مزرعه نو و سرهرود می‌باشند.

## محلات
روستای کردیجان به دو محلهٔ اصلی بالا (قلعه بالا) و پایین (قلعه پایین) تقسیم می‌شود. محلهٔ بالا در ارتفاعات کوه به نام " عباس دره سی" و محلهٔ "چغور تپه" یا "چقور تپه" واقع شده است، این دو محلهٔ اصلی مربوط به قلعه بالا می‌باشند، زمین‌های دشت واقع در روستای کردیجان به نام لورگه معروف است، محدوده باغ علی ارباب نیز جزء لَوَرگه است. همین محدوده باغ علی ارباب راً لَوَرگه کوچک" می‌گویند و محدوده نزدیک تر به روستا را " لَوَرگه بزرگ " می‌گویند. لَورگ به سرزمین‌هایی گفته می‌شود که خاک آن پس از خیس شدن و تبدیل شدن به گِل بصورت چسبناک و سفت می‌باشد وبرای انجام کار کشاورزی احتیاج به آب فراوان دارد. قسمت‌های زیادی از این دشت (لَوَرگه)، هنوز دست نخورده باقی مانده و ساختمان‌های کمتری در این قسمت روستا ساخته شده است و به نوعی منطقه دشت یا زراعت آبی در ۳۰ الی ۴۰ سال گذشته بوده و در حال حاضر به دلیل کم آبی، از چرخه فعالیت کشاورزی آبی خارج شده است. لازم به ذکر است که محلهٔ ی "عباس دره سی " و محلهٔ "چقور تپه " دردامنهٔ کوه قرار دارند، و محلهٔ پایین (قلعه پایین) در زمینی هموار قرار دارد. ولی قلعه بالا درقسمت شمال جغرافیایی روستا واقع شده است. این دو محله در دو طرف یک رودخانه واقع شده‌اند، که توسط رودخانه ای که از قسمت شمالی روستا به طرف جنوب و جنوب شرقی روستا جریان دارد، جدا می‌شود. در محدودهٔ این رودخانه، دو پل قرار دارد: ۱_ پل مرکزی که از وسط آبادی از جنوبی‌ترین نقطه روستای کردیجان شروع شده و از جنوب به شمال روستا گسترش یافته است. این پل در سال ۱۳۴۸ توسط حاج قربانعلی عبدالحمیدی ساخته شد، البته هزینه آن توسط مرحوم مغفور حاج قربانعلی عبدالحمیدی تأمین شد و افراد بنا و معماران کردیجانی در ساخت این پل مشارکت داشتند. ۲_ پل امید (یادگار زنده یاد امید قنبری) که در امتداد و موازی با پل اصلی روستا قرار دارد و در مسیر پایین‌تری قرار دارد.
محلهٔ ی آرامستان یا مزار روستای کردیجان نیز در قسمت قلعه پایین واقع شده است. منطقه ومحل دیگری که در روستای کردیجان وجود دارد، منطقه هموار است، جدیدترین محلهٔ که شهرک اُمید نیز در آن واقع شده است، سالن ورزشی، مدرسه راهنمایی شهید بهشتی کردیجان و درمانگاه روستا در منطقه هموار واقع شده‌اند.

## مناطق تفریحی
از مکانهای دیدنی روستا می‌شود به «دربند» یا درهٔ گله مران (به لهجهٔ محلی گلمران)، قنات باش کهریز و ینگجه اشاره کرد.

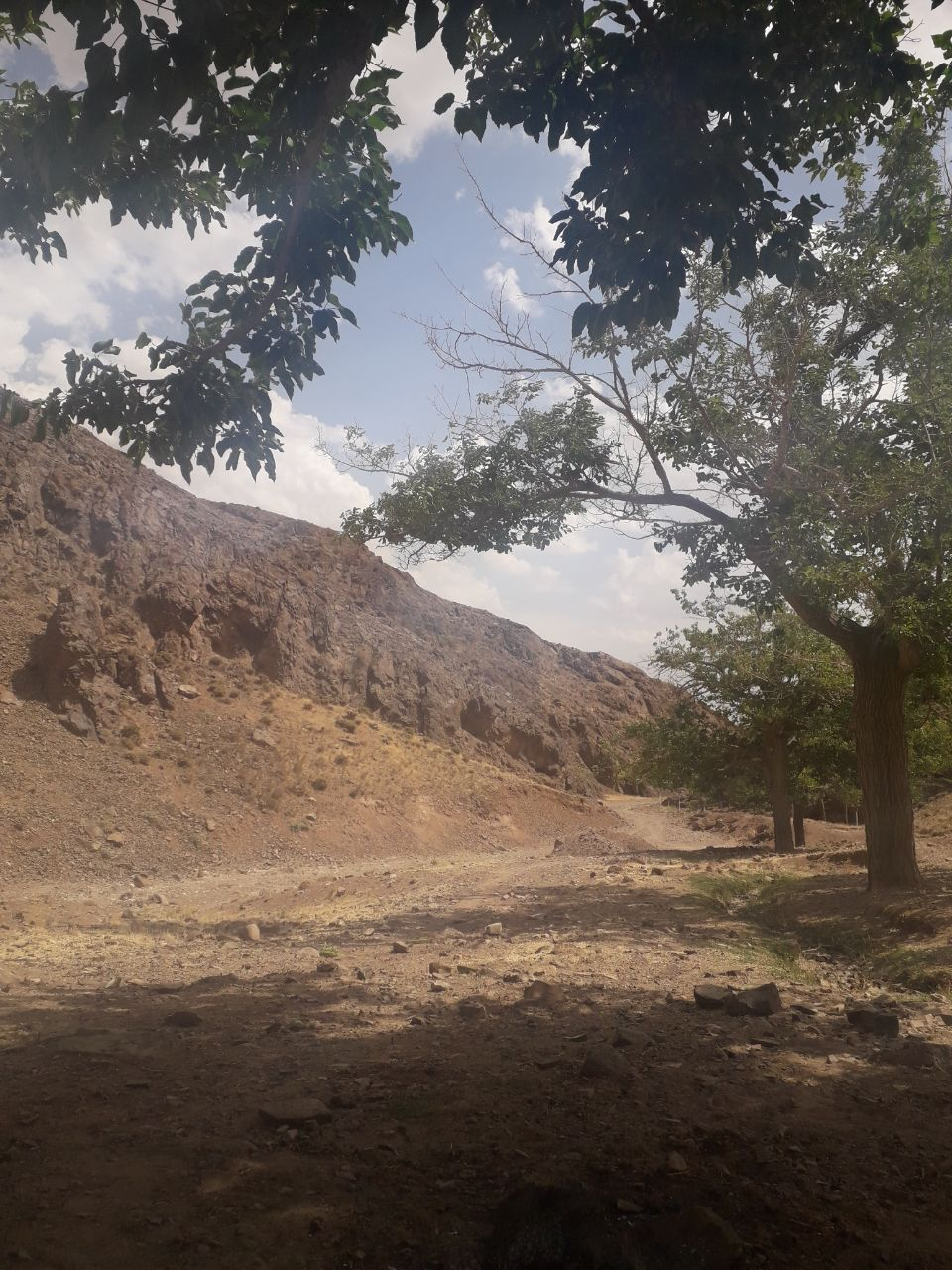
باغ درهٔ گلمران

## مناطق تاریخی
حمام قدیمی: حمام عمومی گردجهان تأسیس سال ۱۳۲۷، نامیست که برسر در آن برروی کتیبه ای ازجنس کاشی به رنگ آبی نصب شده است. ورودی ازطریق دالانی به سربینه می‌رسد. سربینه فضایی چهارگوش (مستطیلی) با چهارستون سنگی می‌باشد. دور تا دور آن سکو قرار دارد. دیوارها، دالان، گرمخانه و سربینه با کاشی‌های سفید جدید پوشیده شده، گرمخانه هم مانند سربینه است. خزینهٔ آب گرم و سرد در ضلع شمالی آن ساخته شده که با دو پله می‌توان وارد آن شد، و هر یک دارای نورگیر است.
```
این حمام که به گفتهٔ اهالی ازسوی بانویی نیکوکار بنا شده، یکی ازحمام‌های قابل توجه ازنظر معماری سنتی قلمداد می‌شود. به همین جهت، برای حفاظت و مرمت آن باید چاره ای اندیشید. بنای حمام از آجر و سنگ و دیوارهای خارجی از لاشه‌های بزرگ باملات ساروج و آهک است، بام آن از نمای بیرون به شکل سه گنبد تخم مرغ آجری است.
پل:
 در جنوب حمام قدیمی قرار گرفته است، رودخانهٔ کردیجان از زیر آن جاریست. پل به‌طور تقریبی چهارمتر و عرض پنج متر با آجر بنا شده است. بر پیشانی آن کتیبهٔ سنگی بنا شده با این عبارت: بنای ساختمان این پل به همت والای حاج قربانعلی عبدالحمیدی، فرزند شیر علی به تاریخ ۱۰/۸/۱۳۴۸خ، به اتمام رسید. (البته به دلیل تردد بیشتر وسایل نقلیه نسبت به گذشته، پل حدود سه متر تعریض گردیده).
```

لازم است ذکر شود وجود نامهای کهن و پر رمز و راز و پراکندگی سفالهای متعدد در بعضی نقاط روستا و نیز کشف بیست سکهٔ مربوط به دورهٔ ایلخانی، حکایت از قدمت و تاریخ فراموش شدهٔ کردیجان دارد.

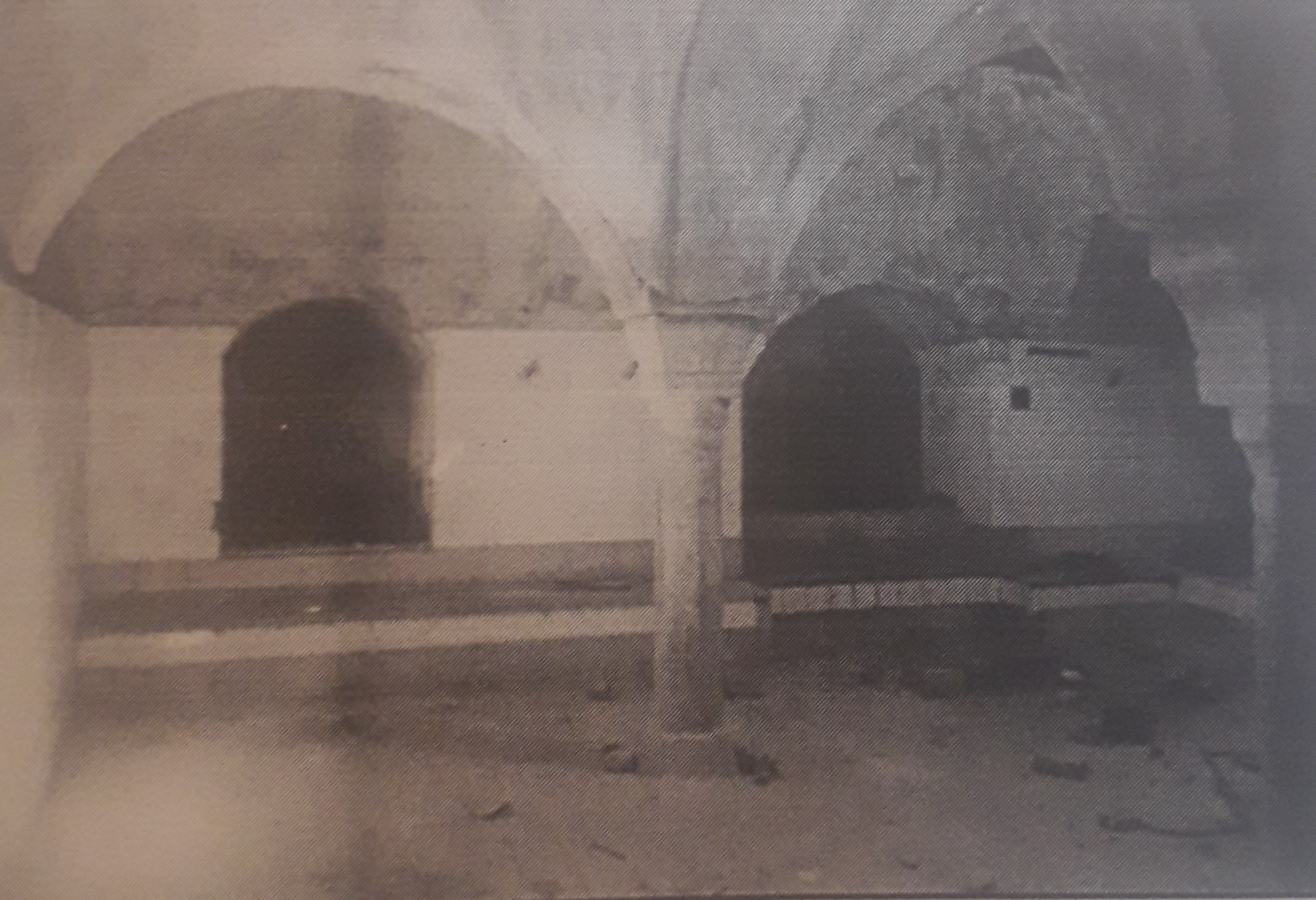
حمام قدیمی کردیجان.

## جمعیت
براساس سرشماری مرکز آمار ایران در سال ۱۳۸۵، جمعیت آن ۱٬۶۶۷ نفر (۴۰۹خانوار) بوده است. و بر اساس سرشماری سال ۹۵ جمعیت روستای کردیجان ۱۶۳۵نفر می‌باشد.

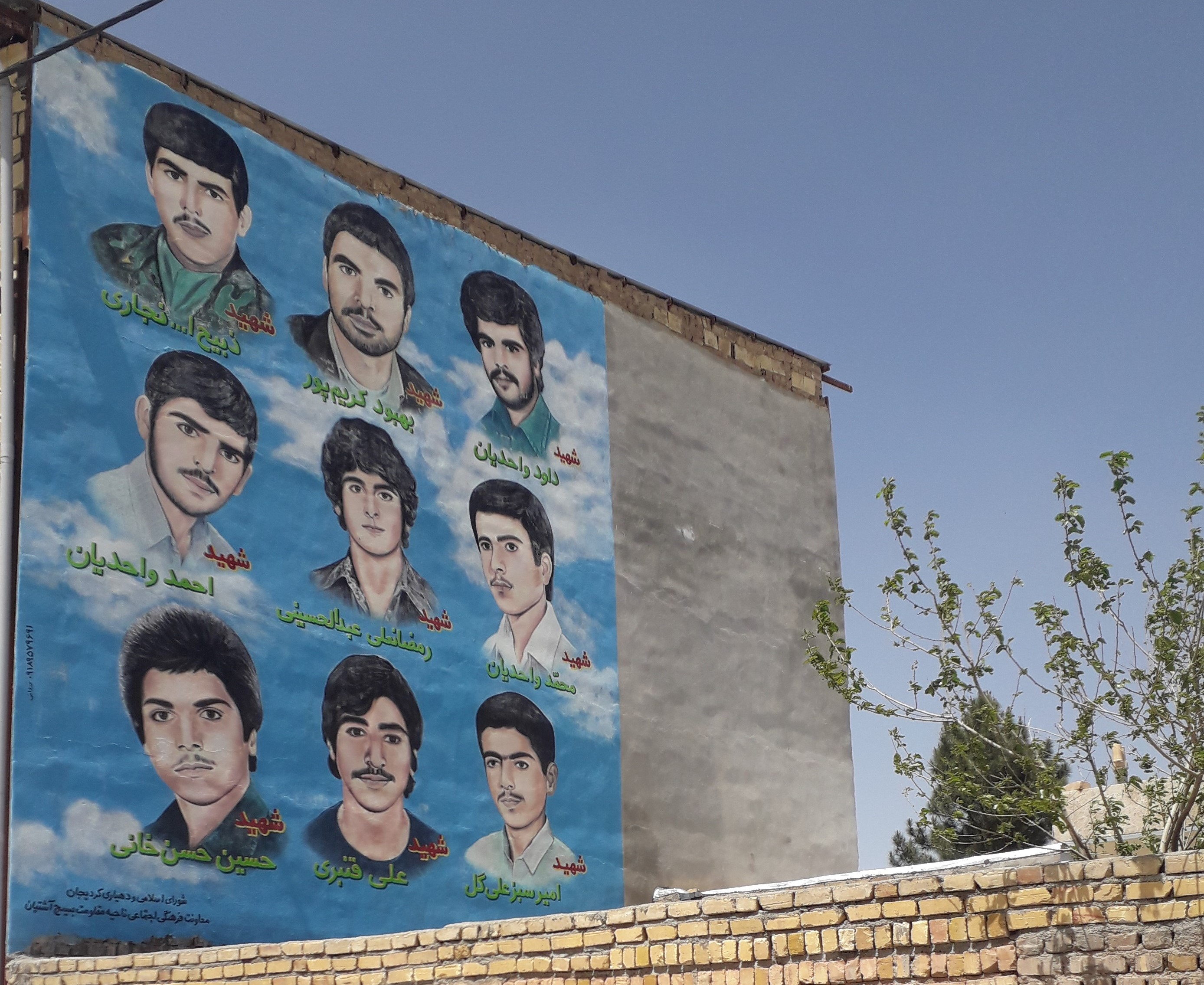
شهدای کردیجان.

## زبان
مردم روستا به زبان ترکی خلجی صحبت می‌کنند؛ ولی این زبان به دلایل مختلف درنسل جدید جای خود را به زبان فارسی داده است.